# Archilejeunea kiushiana
Archilejeunea kiushiana là một loài Rêu trong họ Lejeuneaceae. Loài này được (Horik.) Verd. mô tả khoa học đầu tiên năm 1934.